# Korkeasaari Zoo
Korkeasaari zoo (Fins Korkeasaaren eläintarha) is een bezienswaardigheid gelegen op het eiland Korkeasaari, Helsinki. De dierentuin herbergt een paar honderd diersoorten en rond de duizend plantensoorten. De dierentuin werd in 1889 geopend met enkel Finse soorten.
De grootste publiekstrekkers in de dierentuin zijn de katachtigen en de beren. Verder zijn er onder andere wisenten en muskusossen te zien. Onder professionals staat de dierentuin wereldwijd bekend om de sneeuwpanters. Bij deze soort heeft de dierentuin een leidende rol als het gaat om de instandhouding en het zuiver houden van het ras.

## Fokprogramma's
Het park neemt deel aan meerdere internationale fokprogramma's en coördineert en beheert de EEP-stamboeken voor de sneeuwuil, het bosrendier en de Turkmeense schroefhoorngeit.

## Galerij

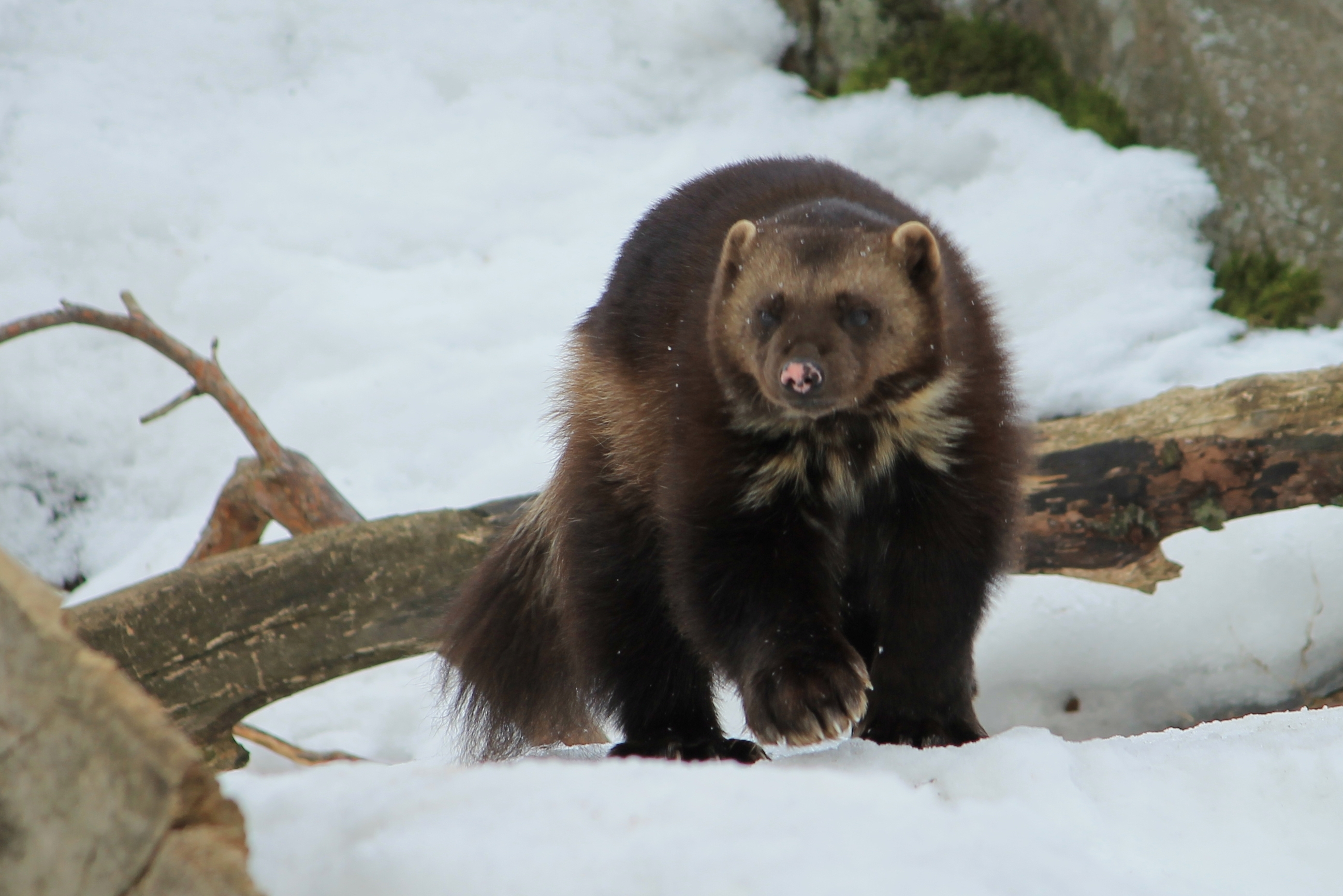
Veelvraat (Gulo gulo)
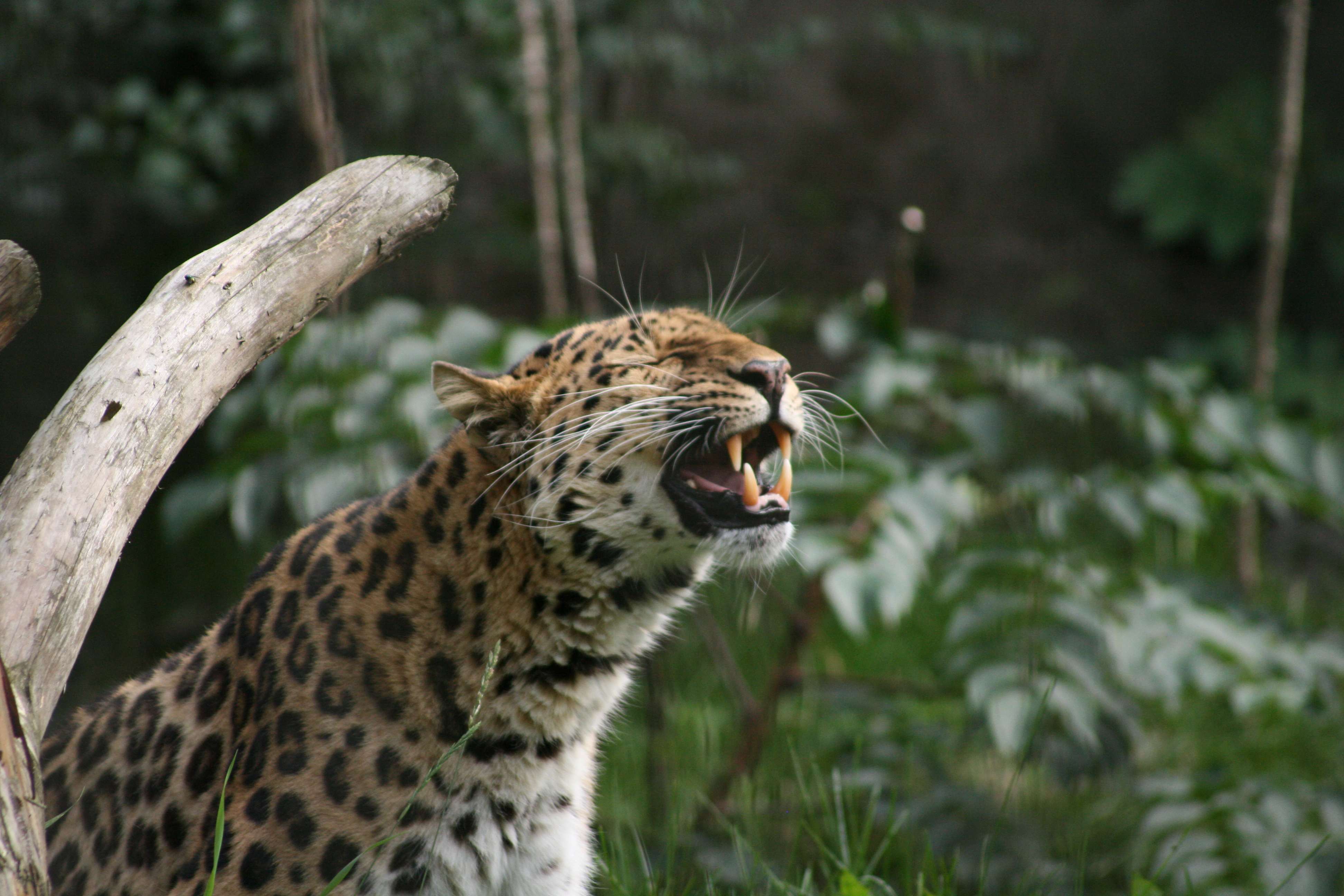
Amoerpanter (Panthera pardus orientalis)
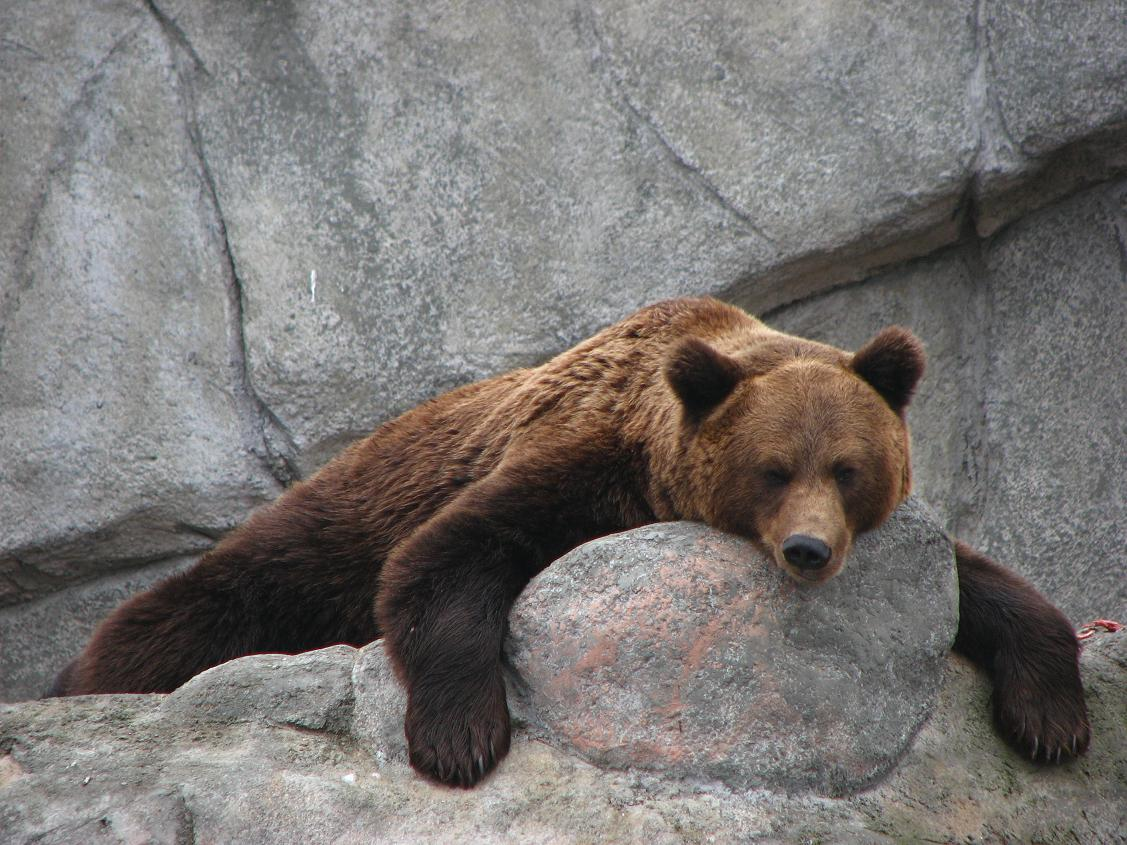
Bruine beer (Ursus arctos)
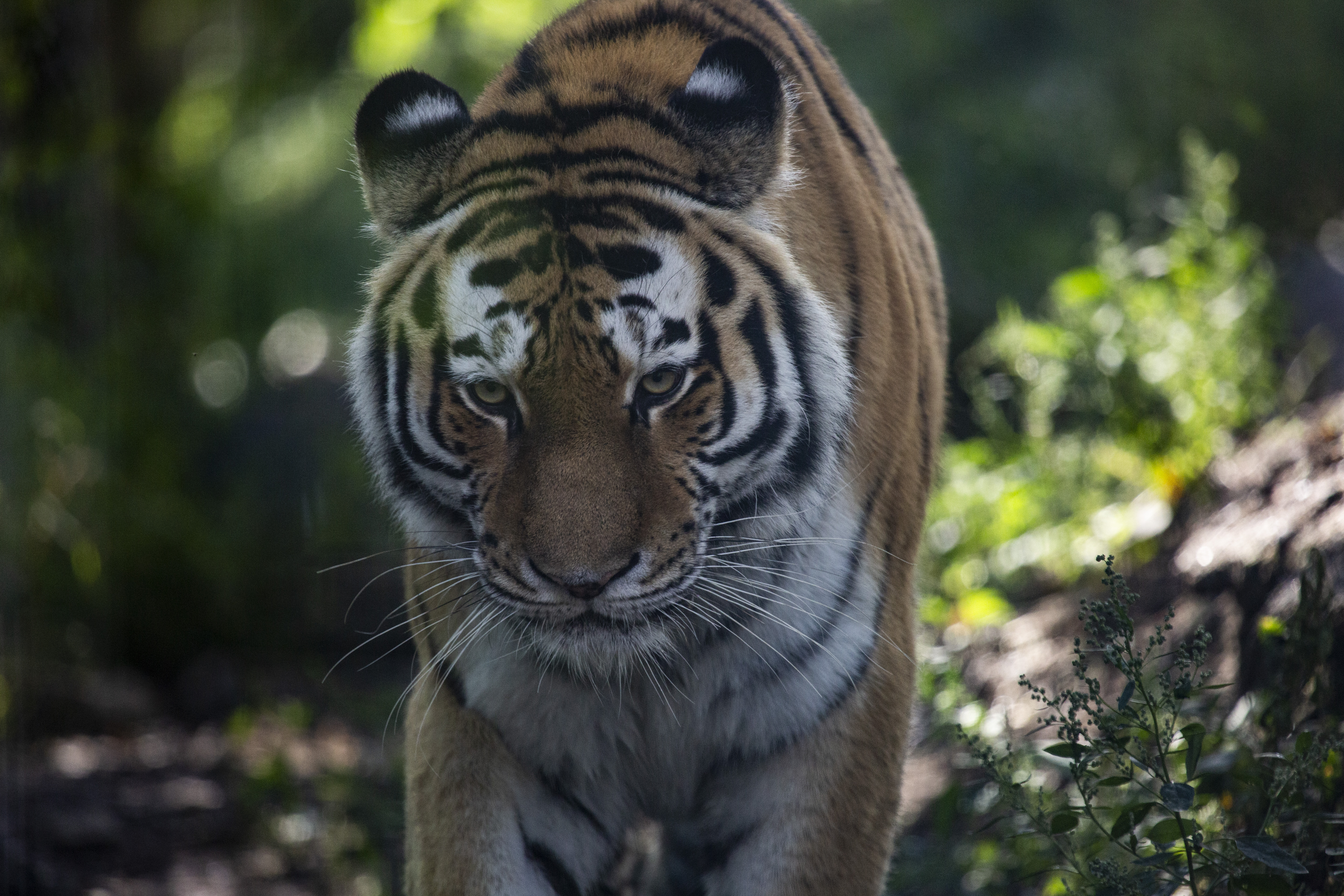
Bengaalse tijger (Panthera tigris tigris)
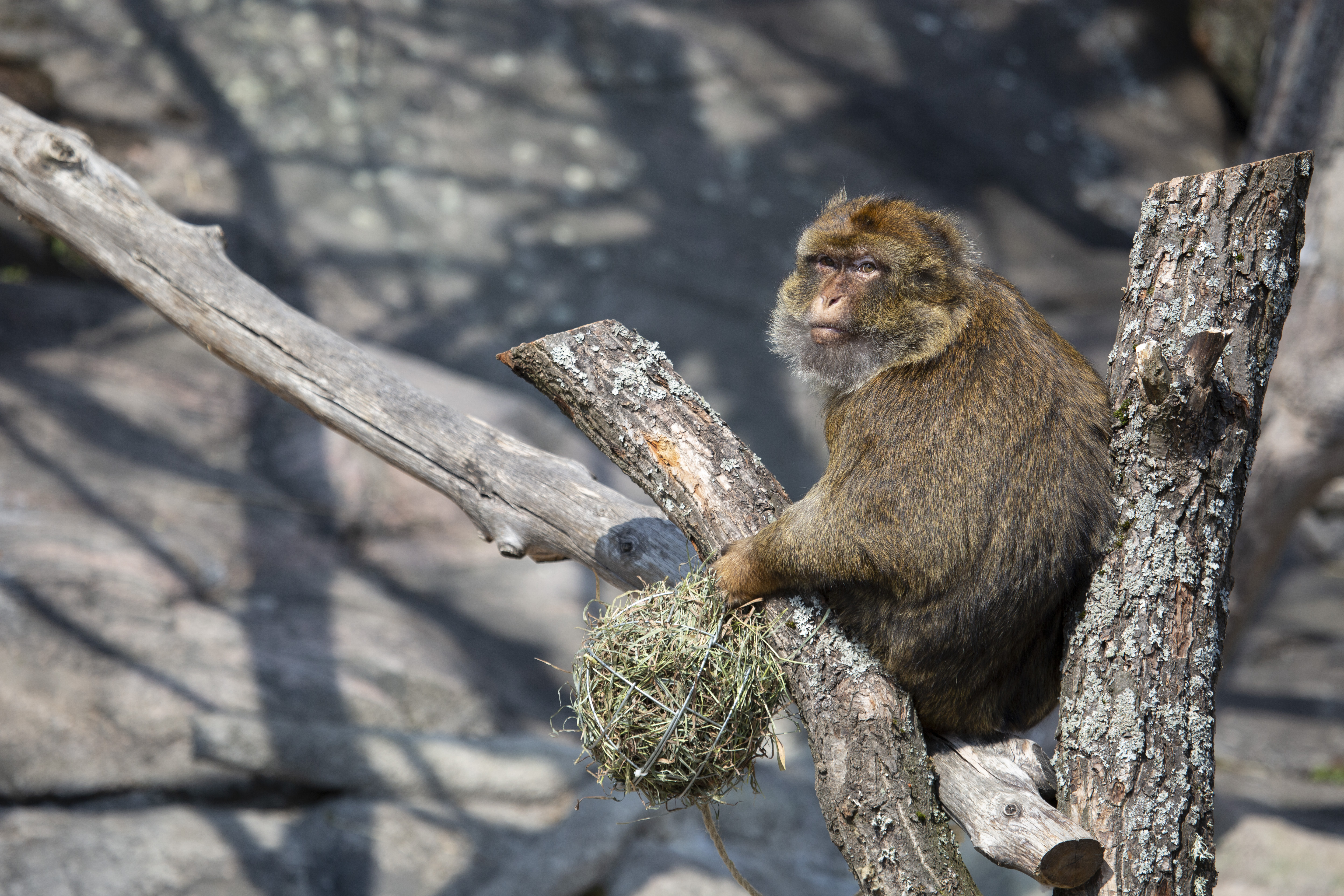
Berberaap (Macaca sylvanus)
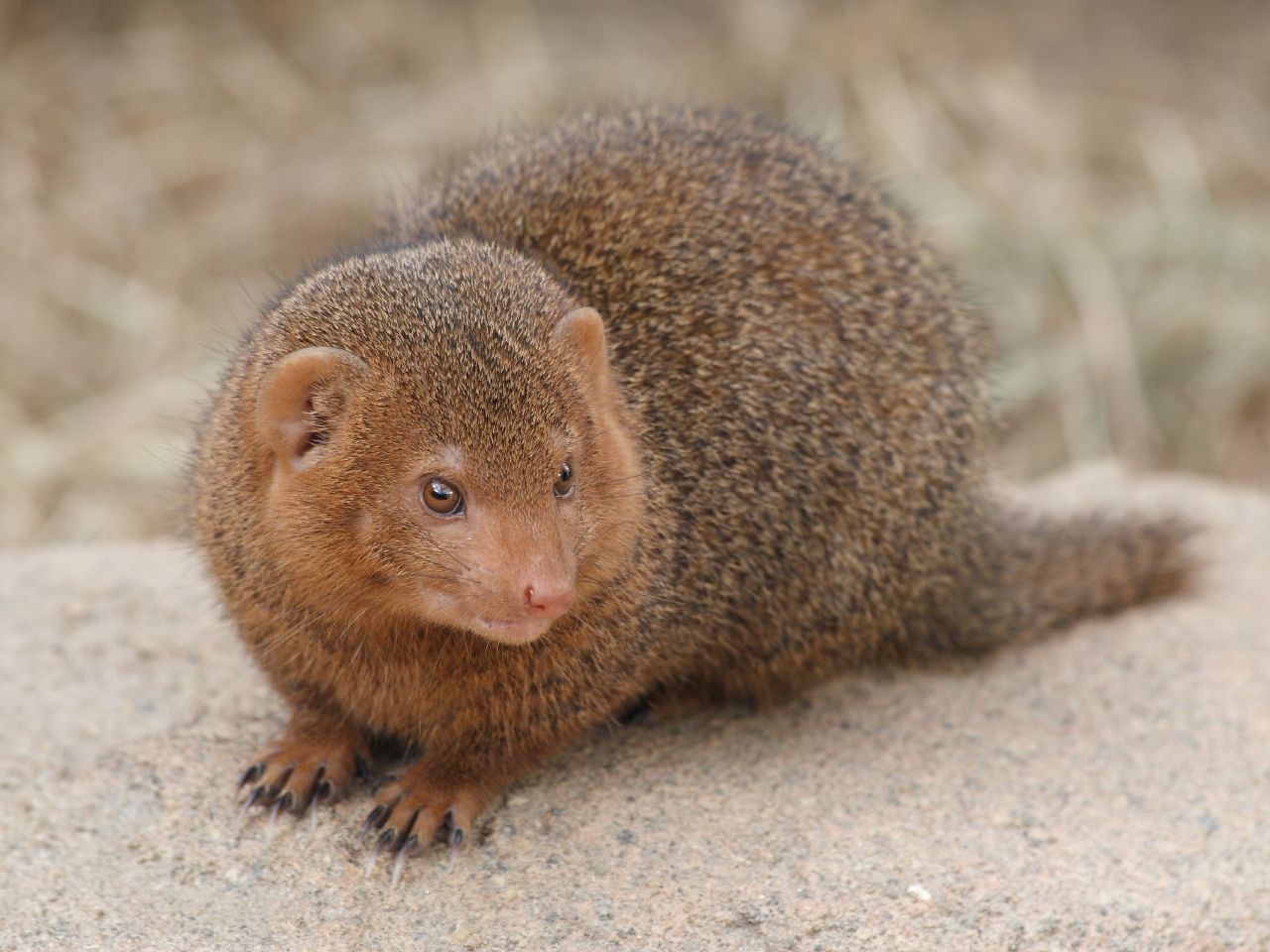
Dwergmangoest (Helogale parvula)
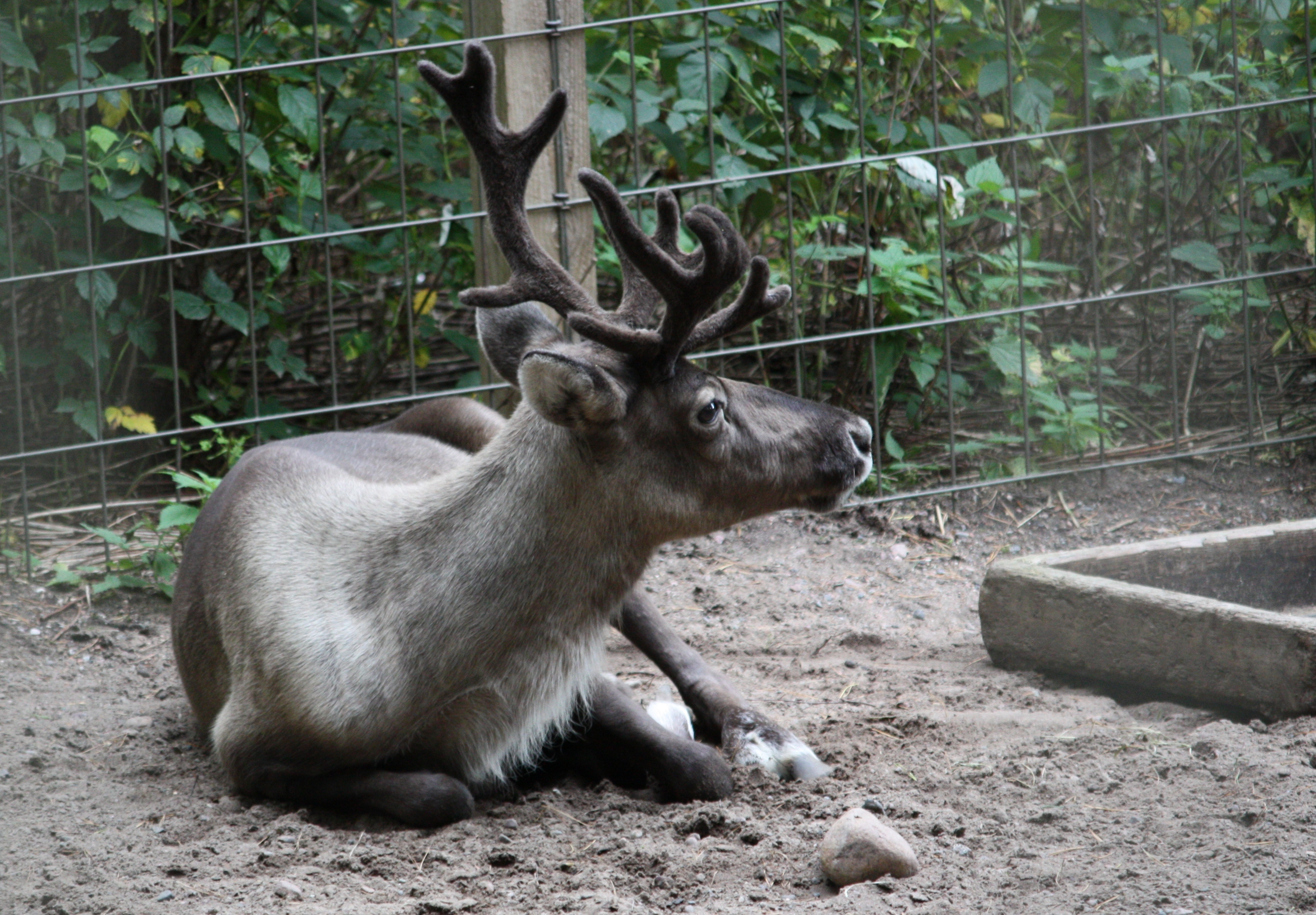
Bosrendier (Rangifer tarandus fennicus)
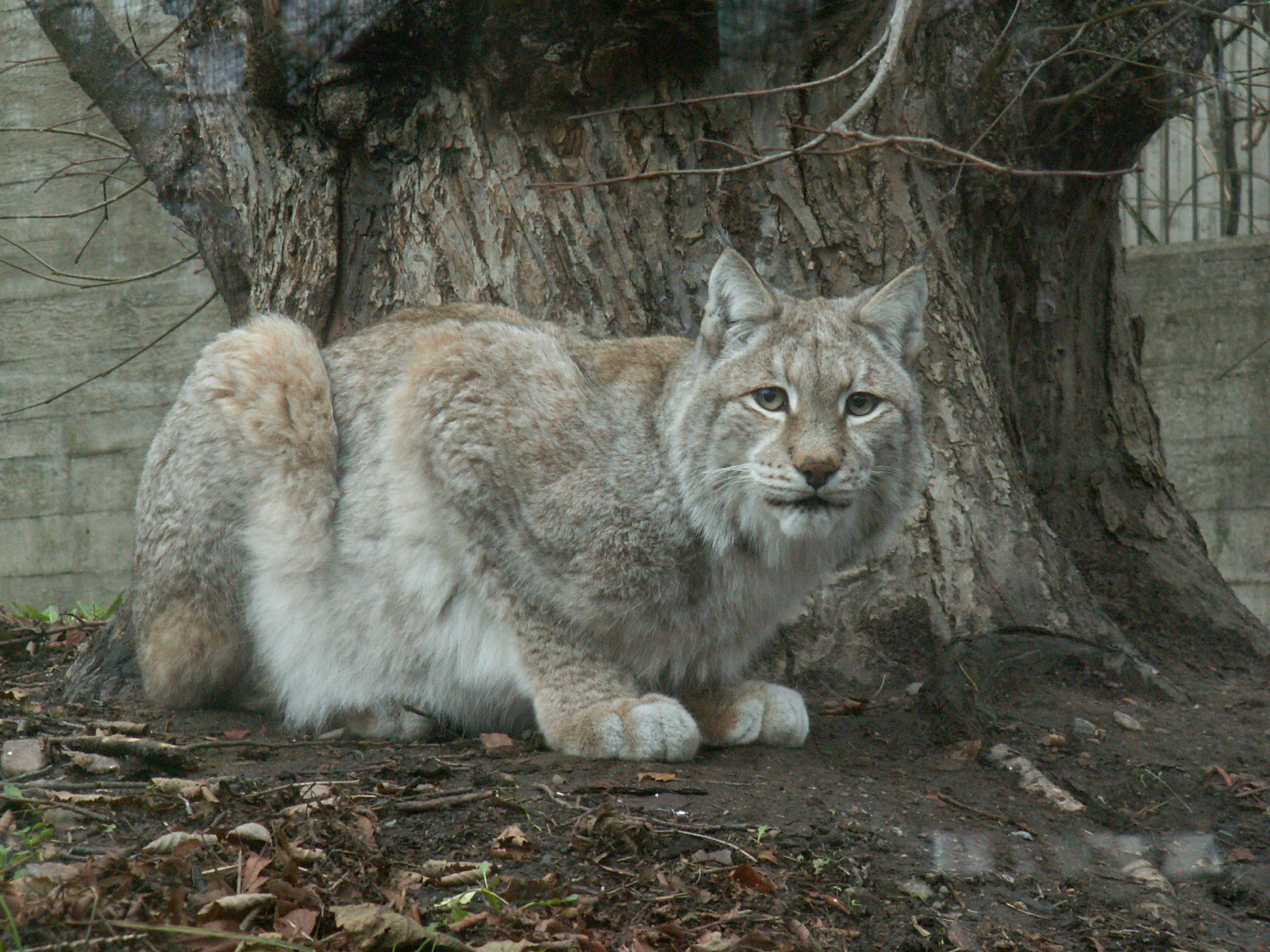
Euraziatische lynx (Lynx lynx)
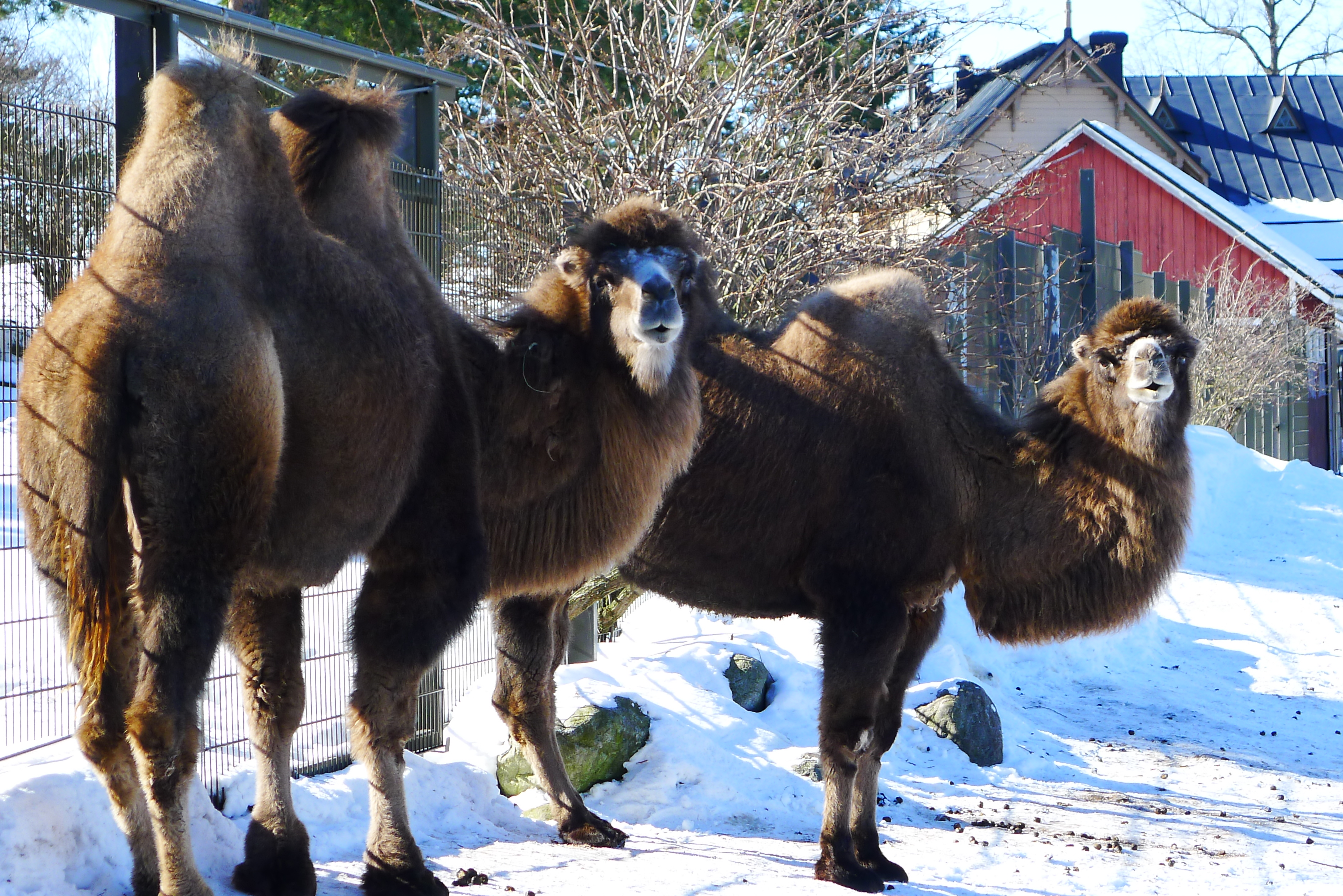
Kameel (Camelus bactrianus)